# Karl Reiter
Karl Reiter (* 6. August 1888 in Aschaffenburg; † 1962) war ein deutscher Generalarzt der Wehrmacht.

## Leben
Karl Reiter trat nach dem Krieg in die Reichswehr ein. Am 1. Januar 1923 wurde er in der Sanitäts-Staffel Würzburg der Sanitäts-Abteilung 7 Stabsarzt.
In der Wehrmacht wurde er in der Sanitäts-Abteilung 44 am 1. August 1938 Oberstarzt. Ab 10. November 1938 war er als Divisionsarzt bei der 2. Panzer-Division. Zeitgleich wurde er Kommandeur der Sanitäts-Abteilung 38. Mitte Dezember 1940 ging er als Korpsarzt zum XXXXVI. Armeekorps. Am 1. Juni 1942 zum Generalarzt befördert, war er ab 23. Juni 1942 mit der Wahrnehmung der Geschäfte des Armeearztes der 1. Panzerarmee beauftragt. Zum 11. August 1942 kam er in die Führerreserve des OKH und wurde am 28. November 1942 Armeearzt der 4. Panzerarmee. Ab dem 1. Februar 1944 kurz erneut in der Führerreserve, wurde er am 11. Februar 1944 Panzergruppearzt der Panzergruppe West. Ab Mitte September 1944 kam er wieder in der Führerreserve.

Am 16. April 1945 kam er in Rechlingen in britische Kriegsgefangenschaft und war am Ende des Monats kurz in Trent Park. Reiter formulierte anhand der Abhörprotokolle in einem Gespräch mit Generalmajor Gerhard Franz folgende Aussage zu Hitler:
Der Führer ist lange nicht der grösste Halunke, der grösste Verbrecher...Er ist eine tragische Figur, umgeben von unzulänglichen verbrecherischen Menschen...Dass er lauter solche Leute hatte! Den verkrachten Ribbentrop, den Göring, den pathologischen Morphinisten. Das waren seine Leute. Der Hess ist weg...Er [Hitler] ist eine geschichtliche Persönlichkeit...